# Jacques Gernet
Jacques Gernet, född 22 december 1921 i Alger i Franska Algeriet, död 3 mars 2018 i Vannes i Morbihan, var en fransk sinolog och författare. 
Gernet var professor vid Sorbonne och sedan den 8 juni 1979 ledamot av Académie des inscriptions et belles-lettres. Hans mest kända bok är ett 900-sidigt standardverk om den kinesiska civilisationen.